# Chrysosplenium pseudopilosum
Chrysosplenium pseudopilosum är en stenbräckeväxtart som beskrevs av M. Wakabayashi och H. Takahashi. Chrysosplenium pseudopilosum ingår i släktet gullpudror, och familjen stenbräckeväxter. Utöver nominatformen finns också underarten C. p. divaricatistylosum.